# Henryków (województwo świętokrzyskie)
Henryków – wieś sołecka w Polsce położona w województwie świętokrzyskim, w powiecie jędrzejowskim, w gminie Małogoszcz.
W latach 1975–1998 miejscowość administracyjnie należała do województwa kieleckiego.
Według spisu powszechnego z 1921 wieś i kolonia Henryków posiadały łącznie 15 domów 86 mieszkańców
W 2022 roku w Henrykowie w pobliżu Gajówki Borowiec na terenie Nadleśnictwa Włoszczowa odsłonięty został pomnik upamiętniający bitwę stoczoną przez Brygadę Świętokrzyską NSZ 8 września 1944 roku w lasach nieopodal Henrykowa. Wydarzenie znane do tej pory jako bitwa pod Rząbcem miało na celu odbicie schwytanych do niewoli żołnierzy Narodowych Sił Zbrojnych oraz likwidację komunistycznego zgrupowania.